# Carpiscula
Carpiscula là một chi ốc biển, là động vật thân mềm chân bụng sống ở biển thuộc họ Ovulidae.

## Các loài
Các loài thuộc chi Carpiscula bao gồm:
- Carpiscula bullata (G.B. Sowerby II in A. Adams & Reeve, 1848)[2]
- Carpiscula galearis Cate, 1973[3]
- Carpiscula procera Fehse, 2009[4]
- Carpiscula virginiae Lorenz & Fehse, 2009[5]